# Kim Jin-ho
Kim Jin-ho (kor. 김진호, ur. 1 grudnia 1961 w powiecie Yecheon, w Gyeongsangu Północnym) – południowokoreańska łuczniczka, brązowa medalistka olimpijska, czterokrotna mistrzyni świata, pięciokrotna mistrzyni igrzysk azjatyckich.
Pierwsza łuczniczka koreańska, która uzyskała tytuł mistrzowski poza granicami kraju; jej sukces przyczynił się do wzrostu zainteresowania dyscypliną w Korei. W 1977 dostała się do kadry narodowej. W 1978, jeszcze jako uczennica drugiej klasy liceum, zdobyła złoty medal podczas VIII Igrzysk Azjatyckich w Bangkoku. Był to pierwszy złoty medal na igrzyskach zdobyty przez reprezentanta Korei Południowej. Kim Jin-ho zdobyła złote medale w konkurencji indywidualnej i drużynowej na XXX Mistrzostwach Świata w Łucznictwie w Berlinie (1979) oraz na XXXII Mistrzostwach Świata w Los Angeles (1983), a na mistrzostwach w Seulu (1985) zdobyła brązowy medal w konkurencji indywidualnej oraz srebrny w konkurencji drużynowej. Z kolei w 1982 została srebrną medalistką w konkurencji indywidualnej i złotą w konkurencji drużynowej podczas IX Igrzysk Azjatyckich. W 1984 zdobyła brązowy medal (indywidualnie) Igrzysk XXIII Olimpiady. Na Igrzyskach Azjatyckich 1986 zdobyła trzy medale. Zakończyła karierę sportową w 1986.
W 1979 otrzymała sportowy order zasługi. W 1995 nazwano jej imieniem stadion łuczniczy w Yecheon. W grudniu 2018 została uhonorowana miejscem w koreańskiej Hali Sław Sportu.
Wykłada na uniwersytecie sportowym w Seulu.